# Obispo Santistevan
Obispo Santistevan is een provincie in het departement Santa Cruz in Bolivia. De provincie heeft een oppervlakte van 3673 km² en heeft 181.169 inwoners (2012). De hoofdstad is Montero.

## Gemeenten
Obispo Santistevan is verdeeld in vijf gemeenten:
- Fernández Alonso
- General Saavedra
- Mineros
- Montero (hoofdplaats Montero)
- San Pedro

Andrés Ibáñez · 
Ángel Sandoval · 
Chiquitos · 
Cordillera · 
Florida · 
Germán Busch · 
Guarayos · 
Ichilo · 
Ignacio Warnes · 
José Miguel de Velasco · 
Manuel María Caballero · 
Ñuflo de Chávez · 
Obispo Santistevan · 
Sara · 
Vallegrande